# 科泰爾市鎮
42°53′N 26°27′E / 42.883°N 26.450°E
科泰爾市，是保加利亞的城鎮，位於該國東部，由斯利文州負責管轄，首府設於科泰爾，面積858.1平方公里，2008年人口22,298，人口密度每平方公里25.99人。